# Голубцова, Елена Сергеевна
Еле́на Серге́евна Голубцо́ва (8 мая 1921, Москва, РСФСР — 16 сентября 1998, Москва, Россия) — советский и российский историк, крупнейший специалист по истории и культуре античности. Автор ряда монографий об античном Причерноморье и Малой Азии, а также многих научных статей и докладов на международных научных конгрессах. Доктор исторических наук (1970).

## Биография
Родилась в семье историка, археографа Сергея Александровича Голубцова (1893—1930) и литературоведа, профессора Людмилы Васильевны Крестовой-Голубцовой; двоюродная сестра церковного историка и протодиакона Сергея Алексеевича Голубцова. Крёстным отцом будущего учёного был академик-историк Н. М. Дружинин. Отец её умер рано, когда ей было 8 лет.
После окончания школы в 1939 году поступила на исторический факультет Московского государственного университета. Во время Великой Отечественной войны продолжила учёбу в эвакуации в городе Ойрот-Тура на историческом факультете Государственного педагогического института им. К. Либкнехта. В 1943 году вернулась с семьёй в Москву и восстановилась на историческом факультете МГУ, который в 1945 году окончила с отличием.
Специализировалась по кафедре истории Древнего мира под руководством Н. А. Машкина. В 1948 году принята на должность младшего научного сотрудника в сектор древней истории Института истории АН СССР, где проработала до самой своей смерти. В 1968 году институт был разделён на Институт истории СССР и Институт всеобщей истории, куда вошёл сектор древней истории.
В 1949 году защитила кандидатскую диссертацию «Северное Причерноморье и Рим на рубеже нашей эры» (издана в 1951 году). В 1970 году защитила докторскую диссертацию «Сельская община в Малой Азии в III в. до н. э. — III в. н. э.» (издана в 1972 году).
С 1976 по 1988 год — заведующая сектором древней истории Института всеобщей истории АН СССР, одновременно с 1977 по 1998 год — член редколлегии журнала «Вестник древней истории». С 1973 по 1985 год входила в состав экспертного совета ВАК СССР, а с 1988 года возглавляла Всесоюзную (с 1992 года Российскую) ассоциацию антиковедов. С 1990 года по январь 1998 года ведущий научный сотрудник, с 1998 года — в должности научного консультанта.
Похоронена на Введенском кладбище (22 уч.).
Дружила с Ф. А. Коган-Бернштейн.

## Основные работы
- Северное Причерноморье и Рим на рубеже нашей эры. - М., 1951.
- Очерки социально-политической истории Малой Азии в 1-3 вв.: Независимая сельская община. - М., 1962.
- Сельская община Малой Азии III в. до н. э. – III в. н. э. М., 1972;
- Идеология и культура сельского населения Малой Азии I– III вв. М., 1977;
- Община, племя, народность в античную эпоху. М., 1998.